# Килфлинн
Килфлинн (англ. Kilflynn; ирл. Cill Flainn) — деревня в Ирландии, находится в графстве Керри (провинция Манстер).
Население — 210 человек (по переписи 2006 года).